# کتابخانه ایالتی بادن
کتابخانه ایالتی بادن (آلمانی: Badische Landesbibliothek , BLB) یک کتابخانه جهانی بزرگ در کارلسروهه است. همراه با کتابخانه ایالتی وورتمبرگ، BLB سپرده قانونی و کتابخانه منطقه‌ای بادن-وورتمبرگ است.

## نمایه کتابخانه
این کتابخانه که در حدود سال ۱۵۰۰ تأسیس شده است، در سال ۲۰۲۳ حدود ۲٫۹ میلیون قلم رسانه‌ای را در خود جای داده است که شامل مجموعه بزرگی از نسخه‌های خطی قرون وسطایی، دست‌نوشته‌های موسیقی، خودکارها، کاغذهای شخصی و مجموعه‌های خطی، اینکانوبولا، کتاب‌های چاپی قدیمی و کمیاب و نقشه‌های تاریخی می‌شود. مجموعه‌های مدرن شامل آثاری در همه موضوعات است، اما با تمرکز ویژه بر تاریخ منطقه و موضوعات مختلف مربوط به بادن-وورتمبرگ و منطقه راین علیا می‌باشد. این کتابخانه با نگهداری از این مجموعه‌ها به میراث فرهنگی منطقه کمک می‌کند. با ارائه آنها از طریق مجموعه‌های دیجیتال خود، این میراث فرهنگی اروپایی را در دسترس عموم قرار می‌دهد.

## تاریخچه
کتابخانه ایالتی بادن از مجموعه کتاب‌هایی که زمانی متعلق به مارگراف‌ها و دوک‌های بزرگ بادن بود، ایجاد شد. منشأ این کتابخانه را می‌توان به کتابخانه مارگراف‌ها در فورتسهایم در حدود سال ۱۵۰۰ ردیابی کرد. پس از تأسیس کارلسروهه در سال ۱۷۱۵، «کتابخانه دادگاه مارگراف‌های بادن» به ضمیمه‌ای از اقامتگاه جدید در کارلسروهه (۱۷۷۰) منتقل شد. به عنوان بخشی از سکولاریزاسیون در آلمان، بخش‌های بزرگی از کتابخانه‌های صومعه‌های بادن در بین سال‌های ۱۸۰۳ و ۱۸۰۷ در کتابخانه بزرگ آن زمان گنجانده شد. این امر به‌طور قابل توجهی مجموعه‌های کتابخانه را افزایش داد. در سال ۱۸۷۲، این کتابخانه به مدیریت دولتی و تابع وزارت کشور تبدیل شد. نام آن به دادگاه بزرگ دوکال و کتابخانه ایالتی تغییر کرد. در سال ۱۸۷۳، کتابخانه به «ساختمان مجموعه دوک بزرگ» واقع در فردریش پلاتزدر مرکز کارلسروهه منتقل شد. در سال ۱۹۱۸، نام کتابخانه یک بار دیگر به نام فعلی آن کتابخانه ایالتی بادن تغییر کرد. در سال ۱۹۴۲ در نتیجه یک حمله هوایی تقریباً کل دارایی (۳۶۰۰۰۰ جلد) و ساختمان کتابخانه در اثر آتش‌سوزی ویران شد. در نتیجه، کتابخانه در ساختمان آرشیو عمومی دولتی بادن-وورتمبرگ گنجانده شد. در سال ۱۹۶۴، یک ساختمان جدید، واقع در گونه پوره تکمیل شد. در سال ۱۹۹۱، کتابخانه دوباره به ساختمان فعلی خود منتقل گردید.

## مجموعه‌ها
آمار (۲۰۲۲):
- رسانه‌های معمولی: ۲٬۹۲۹٬۴۶۱ (کتاب، مجلات، مجلات: ۲٬۴۱۵٬۵۴۰)

مجموعه‌های ویژه (۲۰۲۲):
- ۴۳۰۲ نسخه خطی
- ۵۵۰۳ نسخه خطی موسیقی
- ۷۵۰۴۲ خودکار
- ۱٬۳۶۹ اینکانوبولا
- ۵۴٬۴۵۴ نقشه
- ۷۲٬۴۴۵ موسیقی

کتابخانه ایالتی بادن در سال ۲۰۱۰ شروع به دیجیتالی کردن بخش‌هایی از مجموعه‌های خاص خود کرد که عمدتاً بر روی دست‌نوشته‌های قرون وسطایی، موسیقی‌های تاریخی و مجلات چاپی قرن نوزدهم که ارتباط خاص با تاریخ منطقه دارد، تمرکز داشت. در حال حاضر تمامی اسناد و تصاویر دیجیتال به صورت آنلاین و رایگان در دسترس عموم هستند (به مجموعه دیجیتال BLB مراجعه کنید).

## مجموعه‌های ویژه

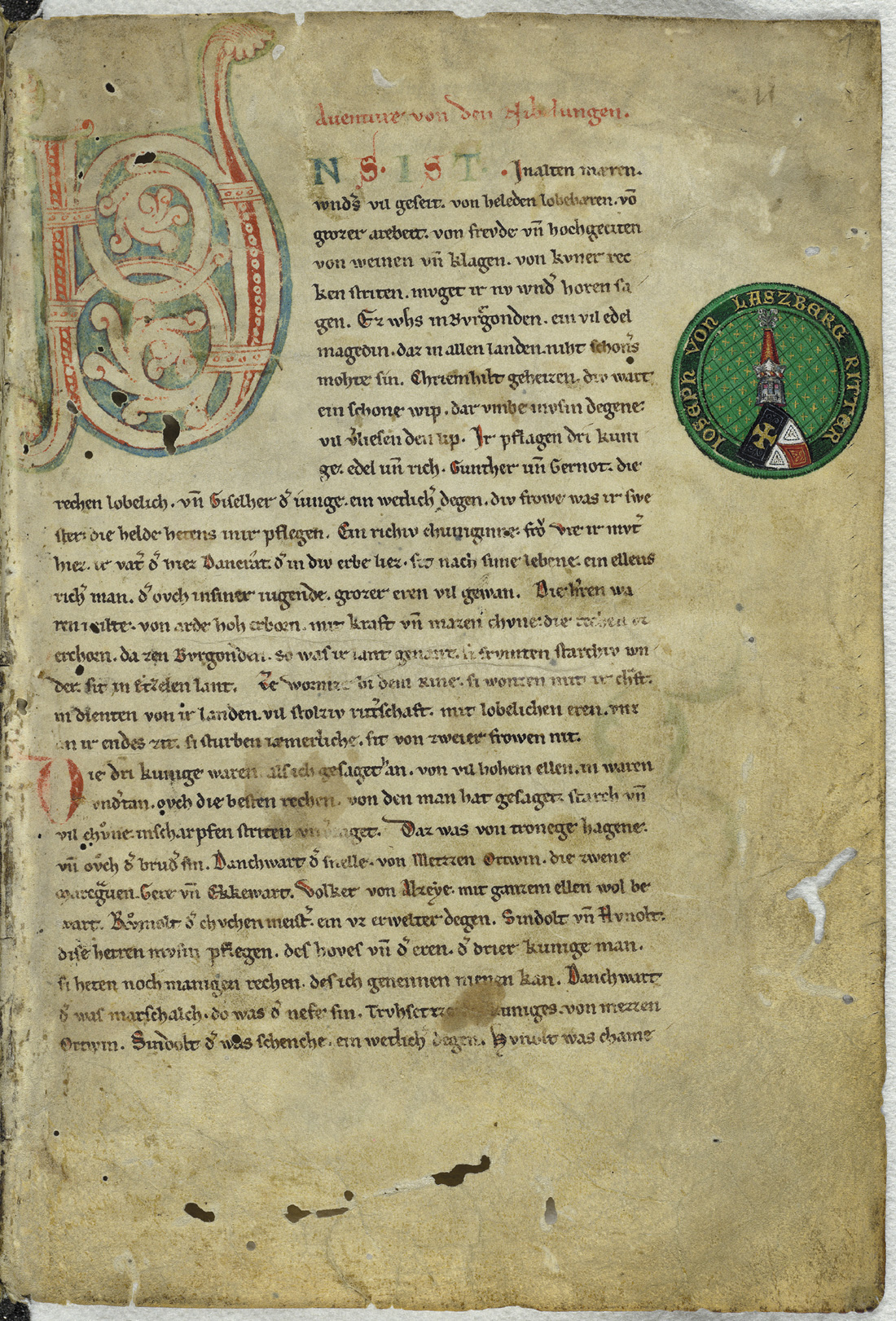
نسخه خطی C of the Nibelungenlied, Donaueschingen 63, 1r

نسخه خطی 